# الشركة الوطنية للإذاعة والاتصالات
الشركة الوطنية للإذاعة والاتصالات ( NRTC ) هي مؤسسة دفاعية كبرى مملوكة للدولة ومقرها هاريبور، خيبر بختونخوا، باكستان.  إنها شركة تقدم الإلكترونيات والخدمات التقنية في كل من القطاعين العام والخاص في أنحاء باكستان.   
الشركة الوطنية للإذاعة والاتصالات مملوكة لوزارة الإنتاج الحربي .  وقد لعبت المنظمة دورًا فعالًا في تطوير المنتجات الإلكترونية المتقدمة للقوات المسلحة الباكستانية ووكالات إنفاذ القانون، الفيدرالية والإقليمية على حد سواء.